# John Hassler
John Åke Arne Hassler, född 18 september 1960 i Sundsvalls Gustav Adolfs församling, Västernorrlands län, är en svensk ekonom och professor.

## Biografi
Hassler var ordförande för Elevförbundet 1981–1982, i Elevorganisationen i Sverige 1982–1984, ledamot av Värnpliktsrådet 1984–1985. Han blev 1994 filosofie doktor i nationalekonomi vid Massachusetts Institute of Technology med avhandlingen Effects of Variations in Risk on Demand and Measures of Business Cycle Fluctuations, under handledning av professor Olivier Blanchard. Han är professor vid Institutet för internationell ekonomi vid Stockholms universitet sedan 2005 där han var biträdande föreståndare mellan 2015 och 2024. 
Förutom att publicera vetenskapliga artiklar har han varit kolumnist i tidningen Affärsvärlden, arbetet som rådgivare på det svenska finansdepartementet under finanskrisen och varit medlem av European Economic Advisory Group. Hassler är ordförande i Kommittén för Sveriges Riksbanks pris i ekonomisk vetenskap till Alfred Nobels minne från 2025. Han har varit ledamot 2009-2018 och från och med 2020. Han har varit medlem av den internationella Bellagiogruppen som består av akademiker och vice centralbankschefer 2011-2016. Han var ledamot av Finanspolitiska rådet 2011-2016 och ordförande i samma råd 2013-2016. 
Hassler har varit lärare åt Sveriges före detta finansministrar Anders Borg och Magdalena Andersson inom ramen för forskarutbildningen i nationalekonomi. Han var under 2020 krönikör på Expressens ledarsida.
Hassler är ledamot i Kungliga Vetenskapsakademin (KVA) och Kungliga Ingenjörsvetenskapsakademien (IVA) samt styrelseledamot i Studieförbundet Näringsliv och Samhälle (SNS). Hassler var ordförande för SNS genomgång av den svenska klimatpolitiken inom ramen för SNS konjunkturråd 2020. Han är även ledamot av tankesmedjan Fores styrelse. 
År 2023 skrev han utredningen ”Sveriges klimatstrategi: 46 förslag för klimatomställningen i ljuset av Fit-For-55” åt Sveriges regering. 
Hasslers vetenskapliga publicering har (2024) enligt Google Scholar drygt 4600 citeringar och ett h-index på 27.

### Familj
Hassler är son till överläkaren Åke Hassler och gymnastikdirektören Inger Hassler, född Meijenqvist samt sonson till kyrkoherde Arne Hassler och vidare brorsons son till pedagogen Carita Hassler-Göransson, juristprofessor Åke Hassler och teologen Ove Hassler. Han är sedan 1990 gift med Susanne Freytag Hassler, född 1962. De har tillsammans två barn.